# Römisch-katholische Kirche in Ruanda
Die Römisch-katholische Kirche in Ruanda ist Teil der weltweiten römisch-katholischen Kirche. Sie umfasst das Staatsgebiet Ruandas.

## Geschichte
Papst Pius XI. begründete das Apostolische Vikariat Ruanda am 25. April 1922 aus Gebietsabtretungen des Apostolischen Vikariats Kivu. Am 14. Februar 1952 nahm es den Namen Apostolisches Vikariat Kabgayi an. Mit der Apostolischen Konstitution Cum parvulum wurde es am 10. November 1959 in den Rang eines Metropolitanerzbistums erhoben.
Bereits am 14. Februar 1952 war aus Gebietsabtretungen des Erzbistums Kabgayi das Apostolische Vikariat Nyundo entstanden, es folgten am 20. Dezember 1960 das Bistum Ruhengeri, am 11. September 1961 das Bistum Astrida und am 5. September 1968 das Bistum Kibungo.
Mit der Errichtung der Erzdiözese Kigali am 10. April 1976 als Metropolitanbistum Ruandas wurde schließlich das Erzbistum Kabgayi zu einem Suffraganbistum des Erzbistums Kigali herabgestuft.
Apostolischer Nuntius ist seit Januar 2022 Erzbischof Arnaldo Catalan.

## Diözesen
- Erzbistum Kigali (Metropolitanbistum) mit den Suffragandiözesen:
  - Bistum Butare
  - Bistum Byumba
  - Bistum Cyangugu
  - Bistum Gikongoro
  - Bistum Kabgayi
  - Bistum Kibungo
  - Bistum Nyundo
  - Bistum Ruhengeri

## Anteil an der Bevölkerung
Der Anteil der römisch-katholischen Gläubigen betrug 2016 nach Angaben des Annuario Pontificio zwischen 32,5 % (Bistum Kibungo) und 62,3 % (Bistum Kabgayi) der Bevölkerung. Im Landesdurchschnitt Ruandas lag der Anteil der Katholiken bei ca. 55 %.